# Vive le bonheur !
Pour les articles homonymes, voir A Little Bit of Heaven.
Pour plus de détails, voir Fiche technique et Distribution.
Vive le bonheur ! (A Little Bit of Heaven) est un film américain réalisé par Andrew Marton, sorti en 1940.

## Fiche technique
- Titre français : Vive le bonheur ! ou Elle est un ange ou Un petit peu de bonheur[1]
- Titre original américain : A Little Bit of Heaven
- Réalisation : Andrew Marton
- Scénario : Daniel Taradash et Gertrude Purcell
- Photographie : John F. Seitz
- Montage : László Benedek
- Musique : Frank Skinner
- Société de production : Universal Pictures
- Sociétés de distribution : Universal Pictures, General Film Distributors (GFD) (Royaume-Uni)
- Pays d'origine :  États-Unis
- Format : Noir et blanc — 35 mm — 1,37:1 — Son : Mono
- Genre : Film musical
- Date de sortie : 
  - États-Unis : 11 octobre 1940
  - France : 29 juin 1945[1]

## Distribution
- Gloria Jean : Midge Loring
- Robert Stack : Bob Terry
- Hugh Herbert : Pop Loring
- Charles Aubrey Smith : Grandpa
- Stuart Erwin : Cotton
- Nan Grey : Janet Loring
- Eugene Pallette : Herrington
- Billy Gilbert : Tony
- Nana Bryant : Mom
- Charles Previn : Conducteur radio
- Sig Arno : Francois
- Rafaela Ottiano : Mme Lupinsky
- Frank Jenks : Oncle Dan
- Noah Beery : Oncle Sherm
- Maurice Costello : Oncle Louie
- Charles Ray : Oncle Wes
- Fred Kelsey : Oncle Pete
- Monte Blue : Oncle Pat
- William Desmond : Oncle Francis
- Kenneth Harlan : Oncle Burt
- Pat O'Malley : Oncle Mike
- Grace Cunard : Tante (non crédité)
- Samuel S. Hinds : Docteur (non crédité)
- Charles Lane : Stafford (non crédité)
- Jack Mulhall : Policier (non crédité)
- Mickey Daniels : le garçon de l'union postale (non crédité)
- Ian Maclaren (non crédité)